# Trinidad Cardona
Trinidad Cardona (Phoenix, 23 de maio de 1999) é um cantor, influenciador digital e compositor americano. Ele é descendente de mexicano e afro-americano.

## Biografia
Cardona nasceu em 23 de maio de 1999 em Phoenix, Arizona. Seu pai foi condenado à prisão quando ele tinha quatro anos. Depois disso, sua mãe se casou com outra mulher, então as duas o criaram juntos.

### 2017–2019: Início da carreira e Jennifer
Cardona demonstrou interesse pela música desde muito jovem. Ele começou a compor músicas aos 16 anos. Em 2017, gravou com seus amigos uma performance musical inacabada intitulada "Jennifer". Quando foi publicado no Facebook, os telespectadores o encorajaram a completá-lo, então naquele mesmo ano Cardona carregou uma versão completa novamente, acumulando quase 7 milhões de visitas. Conforme sua música se popularizou, alguns artistas como Gucci Mane e Kelly Rowland divulgaram o vídeo na rede, ele também lançou sua outra música chamada "Dinero" que foi seu segundo sucesso, acumulando mais de 56 Milhões de Visualizações no YouTube.
Alguns meses depois, Cardona assinou contrato com a Island Records e lançou seu primeiro EP , "Jennifer", e outras canções como "Ready" e "You Are Mine". O videoclipe de "Jennifer" acumulou mais de 40 milhões de visualizações. Após o sucesso dessa música, ele lançou um álbum com o single "Ready Your Are Mine". Em 2019, lançou um cover de "Intentions", originalmente de Justin Bieber. 

### 2022–presente: Começo e reconhecimento
Mais tarde, Cardona lançaria seu outro hit em 4 de abril, a música "Love Me Back" que já acumula mais de 18 milhões de visualizações E ele disse que é Sua música favorita deste ano Contando com dinheiro seus maiores sucessos nos últimos anos. Cardona se uniu aos cantores Davido e Aisha para gravar o tema oficial da Copa do Mundo de 2022, com o single " Hayya Hayya (Better Together) ", que aconteceu em 20 de novembro a 18 de dezembro.

## Vida pessoal
Em meados de 2019, começou a namorar a rapper e youtuber Meredith Reeves, com quem cantou a música "Liar" em dueto. Nesse mesmo ano, Cardona trocou seu cabelo afro por um curto como uma mudança em sua imagem pública. Em 2020, Reeves e Cardona tornaram pública sua separação.

## Discografia

### Álbuns
- Humble Beginnings (2018)
- I Understand (2018)
- Por Favor (2021)